# Gmina Wyznaniowa Żydowska w Legnicy
Gmina Wyznaniowa Żydowska w Legnicy – gmina żydowska z siedzibą w Legnicy, będąca członkiem Związku Gmin Wyznaniowych Żydowskich w RP. Swoim zasięgiem obejmuje teren byłego województwa legnickiego.
Gmina powstała w 1993, z przekształcenia istniejącej w latach 1946-1993 Kongregacji Wyznania Mojżeszowego w Legnicy w Gminę Wyznaniową Żydowską. W 2021 zrzeszała 48 członków.
Gmina posiada we własnej siedzibie czynny dom modlitwy, w którym nabożeństwa celebrowane są we wszystkie szabaty oraz święta. Ponadto znajduje się tam także kuchnia i stołówka koszerna, wydająca kilkanaście posiłków dziennie. Gmina jest właścicielem zabytkowego, czynnego cmentarza przy ulicy Wrocławskiej 104 oraz znajdującego się na jego terenie domu przedpogrzebowego.
W 2000 dzięki pomocy finansowej Jointu dokonano kapitalnego remontu siedziby Gminy oraz wyposażono kuchnię w nowoczesny sprzęt.

## Zarząd główny
- Przewodniczący: Jankiel Kulawiec
- Członkowie Zarządu: Adela Spektor, Anna Lazarek